# راث أوف ذا تايتنز
راث أوف ذا تايتنز (بالإنجليزية: Wrath of the Titans)‏ هو فيلم مغامرة تم إنتاجه في إسبانيا والولايات المتحدة وصدر في سنة 2012.

## بطولة
- سام ورذينجتن
- روزاموند بايك
- بيل ناي
- توبي كيبيل
- داني هيوستن

## الميزانية والإيرادات
بلغت تكلفة إنتاج الفيلم حوالي 150 مليون دولار بينما حقق أرباحا تقدر بـ 301,970,083 دولار.

## روابط خارجية
- راث أوف ذا تايتنز على موقع IMDb (الإنجليزية)
- راث أوف ذا تايتنز على موقع ميتاكريتيك (الإنجليزية)
- راث أوف ذا تايتنز على موقع روتن توميتوز (الإنجليزية)
- راث أوف ذا تايتنز على موقع نتفليكس (الإنجليزية)
- راث أوف ذا تايتنز على موقع نتفليكس (الإنجليزية)
- راث أوف ذا تايتنز على موقع قاعدة بيانات الأفلام العربية
- راث أوف ذا تايتنز على موقع ألو سيني (الفرنسية)
- راث أوف ذا تايتنز على موقع Turner Classic Movies (الإنجليزية)
- راث أوف ذا تايتنز على موقع أول موفي (الإنجليزية)
- راث أوف ذا تايتنز على موقع بوكس أوفيس موجو (الإنجليزية)